# Górny Piórków
Górny Piórków – część wsi Piórków w Polsce, położona w województwie świętokrzyskim, w powiecie opatowskim, w  gminie Baćkowice.
W latach 1975–1998 Górny Piórków administracyjnie należał do województwa tarnobrzeskiego.